# ГЕС Аґекава
ГЕС Аґекава (яп. 揚川発電所, Аґекава хацуденшьо, Гепберн: Agekawa hatsudensho) — гідроелектростанція в Японії на острові Хонсю. Знаходячись після ГЕС Каносе 1, 2 (вище по течії), становить нижній ступінь каскаду на річці Агано, яка впадає до  Японського моря у місті Ніїгата.
В межах проекту річку перекрили бетонною гравітаційною греблею висотою 19 метрів та довжиною 316 метрів, яка потребувала 90 тис. м3 матеріалу. Вона утримує водосховище з площею поверхні 2,07 км2 та об'ємом 13,7 млн м3 (корисний об'єм 5 млн м3).
Після греблі річка описує петлю та через 2,5 км проходить неподалік від сховища. У цьому місці спорудили машинний зал, ресурс до якого подається за допомогою тунелю довжиною 0,42 км з перетином 12х9 метрів (безпосереднє живлення відбувається із балансувального басейну розмірами 48х52 метра із глибиною 23 метра).
Основне обладнання становлять дві турбіни типу Каплан загальною потужністю 62 МВт (номінальна потужність станції рахується як 53,6 МВт), які використовують напір у 13,6 метра.
Відпрацьована вода повертається до річки по каналу довжиною дещо менше за сотню метрів.